# Cixius resurgens
Cixius resurgens är en insektsart som beskrevs av Walker 1858. Cixius resurgens ingår i släktet Cixius och familjen kilstritar. Inga underarter finns listade i Catalogue of Life.